# NK Graničar Novakovec
NK Graničar je nogometni klub iz mjesta Novakovec. Trenutačno se natječe u 3. ŽNL Međimurskoj.

## Stadion
Domaće utakmice NK Graničar igra na stadionu Drvarium u Novakovcu, kapaciteta 750, od kojih je 75 mjesta sjedećih mjesta.
Stadion se nalazi tik do istoimene šume i ribnjaka ŠRD Ostriž Novakovec.